# 難波大助
難波 大助（なんば だいすけ、1899年（明治32年）11月7日 - 1924年（大正13年）11月15日）は、日本の共産主義者、極左テロリスト。大正期の反逆的な社会運動家。
1923年（大正12年）12月の虎ノ門事件で摂政宮（皇太子裕仁親王、のちの昭和天皇）を襲撃し、暗殺しようとした。審理が行われた大審院でも皇室否定の主張を曲げず、大逆罪により死刑に処された。

## 生涯

### 思想背景
1899年（明治32年）、山口県熊毛郡周防村立野宮河内（現・山口県光市立野宮河内）の名家に生まれた。難波家は長州藩士ではなく陪臣であり、長州藩寄組清水氏の家臣で、清水宗治の弟難波宗忠を家祖とし、戦国時代から主従関係は変わることはなかった。難波の父・作之進は、庚申倶楽部所属の衆議院議員であった。母は難波ロク。
徳山中学（山口県立徳山高等学校の前身）時代は、父の影響を強く受けた皇室中心主義者であり、『大阪朝日新聞』の非買運動を行うなどしていた。中学5年生の時、田中義一陸軍大臣が山口に帰省した際、強制的にみぞれの降る辛い状況の中、沿道に整列させられ、本人は頑丈さ故に無事だったが、難波の親友が肺炎で倒れ、それに対し教師が理不尽に「無礼だ」と叱った事に憤慨し、思想的な変化が芽生えたという。その際教師を二、三名打ち倒した。鴻城中学でも学ぶが、中退した。
1919年（大正8年）、予備校に通うため上京し、四谷に居住することになった。貧民窟として知られる鮫ヶ橋（鮫河橋とも。現・東京都新宿区若葉三丁目）の近くということもあり、貧困の実情を目の当たりにしたことや、河上肇の『断片』などを読み、次第に社会問題に対して義憤を覚えていった。
この当時は、大逆事件（幸徳事件）に関する裁判記事なども読み漁っていたという。この頃に参加した日本社会主義同盟の講演会において、警官の横暴を目撃したことがテロリズムを志向する転機となった。
1922年（大正11年）、難波は早稲田第一高等学院に入学したが1年で退学した。
その後、難波は日雇労働者として生活していく中で、労働運動や社会主義運動にも触れ、共産主義の暴力革命にも傾倒していった。一時は個人的テロよりも労働者の団結を重視して、労働運動のための活動も行っていた。しかし、1923年（大正12年）9月の関東大震災の最中に、アナキストの大杉栄らが官憲に殺害された甘粕事件や、労働運動を弾圧するため社会主義者らが官憲によって拉致・殺害された亀戸事件などに衝撃を受け、その憤慨をプロレタリアの皇室崇拝の念を打破するための皇室へのテロという形で発散させることを思い立つ。この皇室へのテロの目標は、脳病で執務能力を失ったとされていた大正天皇より、摂政として実務を行っていた摂政宮皇太子裕仁親王がよいと考えるようになった。

### 虎ノ門事件
難波は関東大震災と前後して、しばしば山口へ帰省している。父・作之進のすすめで始めた狩猟をきっかけとして仕込み型のステッキ散弾銃を入手し、これで皇室に対するテロの実行を決意した。なお、難波が使用したこのステッキ散弾銃は、伊藤博文がロンドンで購入し、人を介する形で難波の父・作之進に渡った物と言われている。実行に際して、狂人扱いされることを避けるため、新聞社などにテロ決行と共産主義者であることを伝える趣意書を送付し、友人には累が及ばないように絶交状を送付した。
1923年（大正12年）12月27日、難波は東京・虎ノ門（現・東京都港区虎ノ門）で皇太子裕仁親王を近接狙撃するが失敗に終わる。難波は「革命万歳」と叫び逃走を図るも、激昂した周囲の群衆から暴行を受け、警備の警官に取り押さえられ、現行犯で逮捕された。
事件の後、第2次山本内閣は警備の不手際の責任を取って総辞職し、関係諸官は処罰された。その中には警視庁の警務部長だった正力松太郎もいた。

### 裁判
大逆罪（刑法73条の罪）については、「皇太子…ニ対シ危害ヲ加ヘ又ハ加ヘントシタル者ハ死刑ニ処ス」と定められていたため、死刑以外の刑をもって処断することはできず（刑法73条）、第一審にして終審の大審院で審理することとされていた（裁判所構成法50条第二）。
難波を精神病患者とすることは難しかったため、心神喪失により不起訴や無罪とすることはできなかった。そこで政府や検察は、「（被告人の難波に）自己の行為が誤りであったと陳述させ、裁判長は難波の改悛の情を認めたうえで死刑の判決を下すが、摂政の計らいの恩赦により罪一等を減じ無期懲役とする」ことが、天皇の権威を回復するための最も良い手段であると判断し、そのように動いた。
予審は長引いたが、難波が反省陳述することをようやく認めたため、1924年（大正13年）10月1日に傍聴禁止の措置が取られた上で、公判が開かれた。だが、難波はこの審理の最終陳述で反省陳述を行わず、次のように述べた。
これにより、被告人に改悛の情を認めることは困難となり、政府・検察の計画は崩れた。同年11月13日、大審院は、難波に対し、大逆罪につき死刑判決を宣告した。判決公判で難波は、「日本無産労働者、日本共産党万歳、ロシア社会主義ソビエト共和国万歳、共産党インターナショナル万歳」と三唱して周囲を狼狽させた。難波の死刑は、同月15日に市ヶ谷刑務所で執行された。25歳没。父の作之進が遺体の引き取りを拒んだため、無縁仏として埋葬された。
その際、難波の遺体を引き取りに出向いた自然児連盟の山田作松、横山楳太郎、荒木秀雄らアナキストが検挙された。
作之進は事件当日に衆議院議員を辞職した。息子の死刑執行後は山口の自邸の門に青竹を打ち、すべての戸を針金でくくり閉門蟄居して断食し、半年後に餓死した。

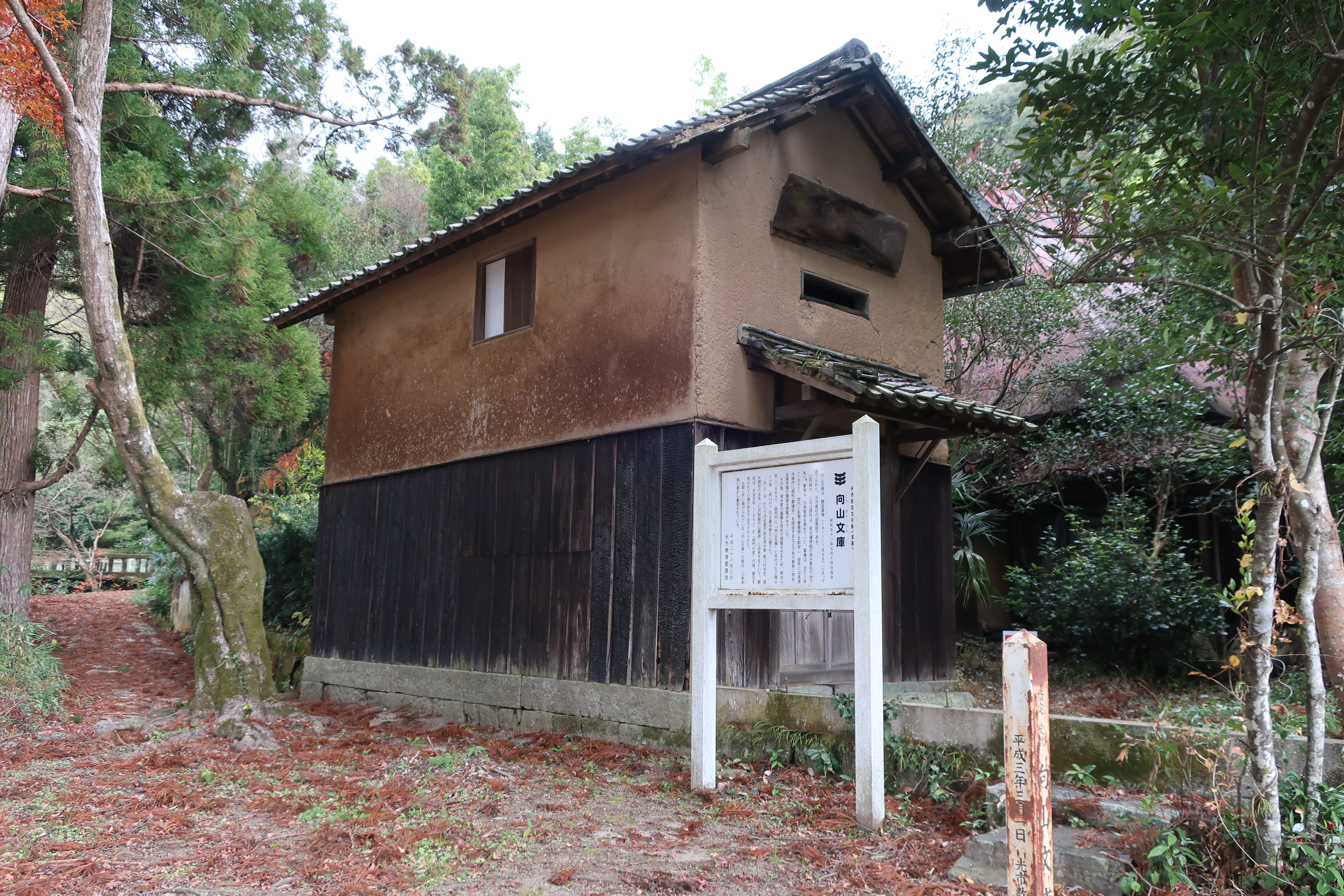
私設図書館向山文庫

難波の生家は、今も山口県光市立野に存在する。屋敷の中にある土蔵の「向山文庫」は、山口県内初の図書館として光市指定文化財に指定されているが整備はされておらず、荒廃が進んでいる（詳しくは難波作之進の項目中難波家屋敷の記述を参照）。

## 家族・親族

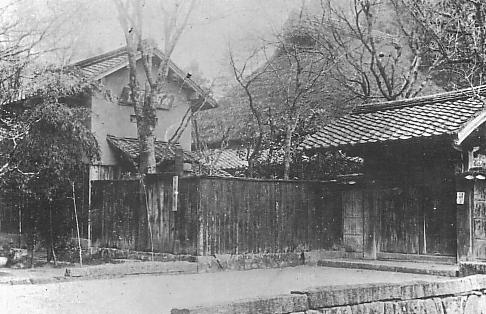
難波邸

### 難波家
（山口県熊毛郡周防村（現在の光市））
- 祖父・市蔵[7]
- 父・作之進
慶應元年5月21日[8]（1865年6月14日） - 大正14年（1925年）5月25日
山口県平民、難波市蔵の長男[7]
- 母・ロク
明治4年（1871年）7月生[7] - 没
山口県平民、国光左衛門の長女[7]
- 兄・正太郎（黒川正太郎）[7]
明治24年（1891年）9月生[7] - 没
1926年、作之進の弟・黒川本蔵の家籍に入り、1927年に分家する[9]。1916年、東京帝国大学法科大学英法科を卒業し、久原鉱業（現・ENEOSホールディングス）勤務を経て、1936年に弁護士を開業[2]。後に東満セメント代表、東満州産業専務取締役、琿春炭鉱取締役を歴任[10]。趣味は園芸[9]。宗教は神道[9]。
  - 同妻・ヤス[3]
明治27年（1893年）12月生 - 没
山口県人、市川清の妹、防府高女卒[10]
- 兄・義人（吉田義人）[11]
明治29年（1896年）8月生[11] - 昭和37年（1962年）2月26日[4]没
吉田駒三郎の長女である登代の婿養子となる。1920年に京都帝国大学法学部政治科を卒業後、三菱造船会社営業課に入り、後に長崎製鋼所に転じる[5]。戦後、GHQの指令で三菱重工が23社に細分されかけた時、高官に接近して贈賄し、東日本・中日本・西日本の3社にとどまらせた[12]。後に新三菱重工業社長。
- 弟・健亮（黒川健亮）[7]
明治35年（1902年）9月生[7] - 没
1927年、京都帝国大学経済学部卒業[13]。1946年9月、白木産業（白木屋の子会社）専務に就任。1956年6月、蛇の目ミシン工業に転じ、のち常務取締役に就任[14][15]。趣味は碁[13]。宗教は神道[13]。
  - 同妻・辰子
明治43年（1910年）4月生 - 没
山口県人、弘中武一の長女、日本女高専卒[13]
- 妹・安喜子
明治39年（1906年）11月生[7] - 没
山口県人、吉賀忠夫の妻[9]
- 妹・弥代子[16]
大正2年（1913年）3月生[16] - 没
- 叔父・本蔵（黒川本蔵）[7][9]
明治6年（1873年）8月生[7] - 没
  - 同妻・フサ
明治14年（1881年）1月生[7] - 没
山口県人、山本梅治の女[7]
- 叔母・マサ
明治9年（1876年）2月生[16] - 没
山口県士族、妻木忠太の妻[16]

## 余談
- 難波の実兄で、後に新三菱重工業社長となる吉田義人は事件当時、三菱本社に勤務していた。虎ノ門事件の報に接し、吉田もただちに辞表を書いて提出したが社長の岩崎小弥太から「その必要なし」と突き返された[17]。以来、吉田は岩崎が地方の事業所の視察に出かけると、岩崎の泊まった部屋の廊下に端座し、夜の白むまで動かなかった[17]。
- 日本赤軍のメンバーの岡本公三も1972年（昭和47年）5月にテルアビブ空港乱射事件を起こす際に、偽造パスポートに「ナンバ ダイスケ」の偽名を用いた。